# Лунчан
Лунча́н (кит. упр. 隆昌, пиньинь Lóngchāng) — городской уезд городского округа Нэйцзян провинции Сычуань (КНР).

## История
Уезд был образован при империи Мин.
В 1949 году уезд вошёл в состав Специального района Лусянь (泸县专区). В начале 1952 года Специальный район Лусянь был переименован в Специальный район Лунчан (隆昌专区), однако в конце года сменил название на Специальный район Лучжоу (泸州专区). В 1960 году Специальный район Лучжоу был расформирован, и уезд Лунчан перешёл в состав Специального района Ибинь (宜宾专区), который в 1968 году сменил название на Округ Ибинь (宜宾地区). В 1978 году уезд Лунчан был передан в состав Округа Нэйцзян (内江地区). В 1985 году постановлением Госсовета КНР Округ Нэйцзян был преобразован в Городской округ Нэйцзян.
12 апреля 2017 года постановлением Госсовета КНР уезд Лунчан был преобразован в городской уезд.

## Административное деление
Городской уезд Лунчан делится на 2 уличных комитета и 17 посёлков.